# Mirabilicoxa richardsoni
Mirabilicoxa richardsoni är en kräftdjursart som beskrevs av Boris Vladimirovich Mezhov 1986. Mirabilicoxa richardsoni ingår i släktet Mirabilicoxa och familjen Desmosomatidae. Inga underarter finns listade i Catalogue of Life.